# Округ Ашафенбург
Округ Ашафенбург је округ на крајњем северозападу немачке државе Баварска. Припада регији Доња Франконија. 
Површина округа је 699,3 км². Септембра 2006. имао је 174.934 становника. Има 32 насеља, а седиште управе је у граду Ашафенбург који није део овог округа. 
Река Мајна чини западну границу округа. Јужно и источно су планине Шпесарт.   